# Pende (peuple)
Pour les articles homonymes, voir Pendé.
Les Bapende (pluriel de Pende) sont un peuple bantou d'Afrique centrale, présent dans la province du Kwilu (territoires de Gungu et Idiofa) dans la province du Kwango (territoires de Feshi et Kahemba) et dans la province du Kasaï, ex-Kasaï-Occidental (territoire de Tshikapa) en République démocratique du Congo, ainsi qu'en Angola d’où ils sont originaires.

## Ethnonymie
Selon les sources et le contexte, on observe plusieurs formes : Apende, Bapende, Ba-Pende, Masangi, Masanji, Masindji, Pande, Pendes, Phende, Pindi, Pinji, Tupende.

## Langue
Ils parlent le pende, une langue bantoue. La dénomination de cette langue serait tirée du verbe en pende : gupenda, ce qui veut dire « insulte » ou « affront ». Ce nom leur serait donné par les autres peuples environnants qui eux, tenant compte de la puissance de feu de l'homme blanc (en l'occurrence, le Portugais), le laissèrent occuper leurs terres. Contrairement à cet autre peuple qui opta pour l'affrontement. Devant l'audace de ce peuple à vouloir combattre cette puissance de feu, une audace qui, pour les autres peuples, confinait à l'inconscience, ils le surnommèrent : les pende (les révoltés). Longtemps après, quand ce peuple, vaincu par le Portugais, se réfugia à l'intérieur des terres, à son emplacement actuel en République démocratique du Congo, et quand éclata en 1931 la révolte pende contre l'autorité coloniale de l'époque, le Royaume de Belgique, les Belges finirent par se conforter dans leur thèse, selon laquelle, ils avaient bel et bien affaire à un peuple insoumis. D'où l'emploi de Tupende (un diminutif pluriel insultant en langue pende) qui veut dire : « petits révoltés ». Les Pende, eux, préfèrent en parlant d'eux au pluriel, se nommer Apende ce qui veut dire : « grands révoltés ».

## Culture
Ils sont connus pour leurs masques minganji et mbuya (les premiers sont des masques d'initiation et les seconds, des masques des jouissances populaires).

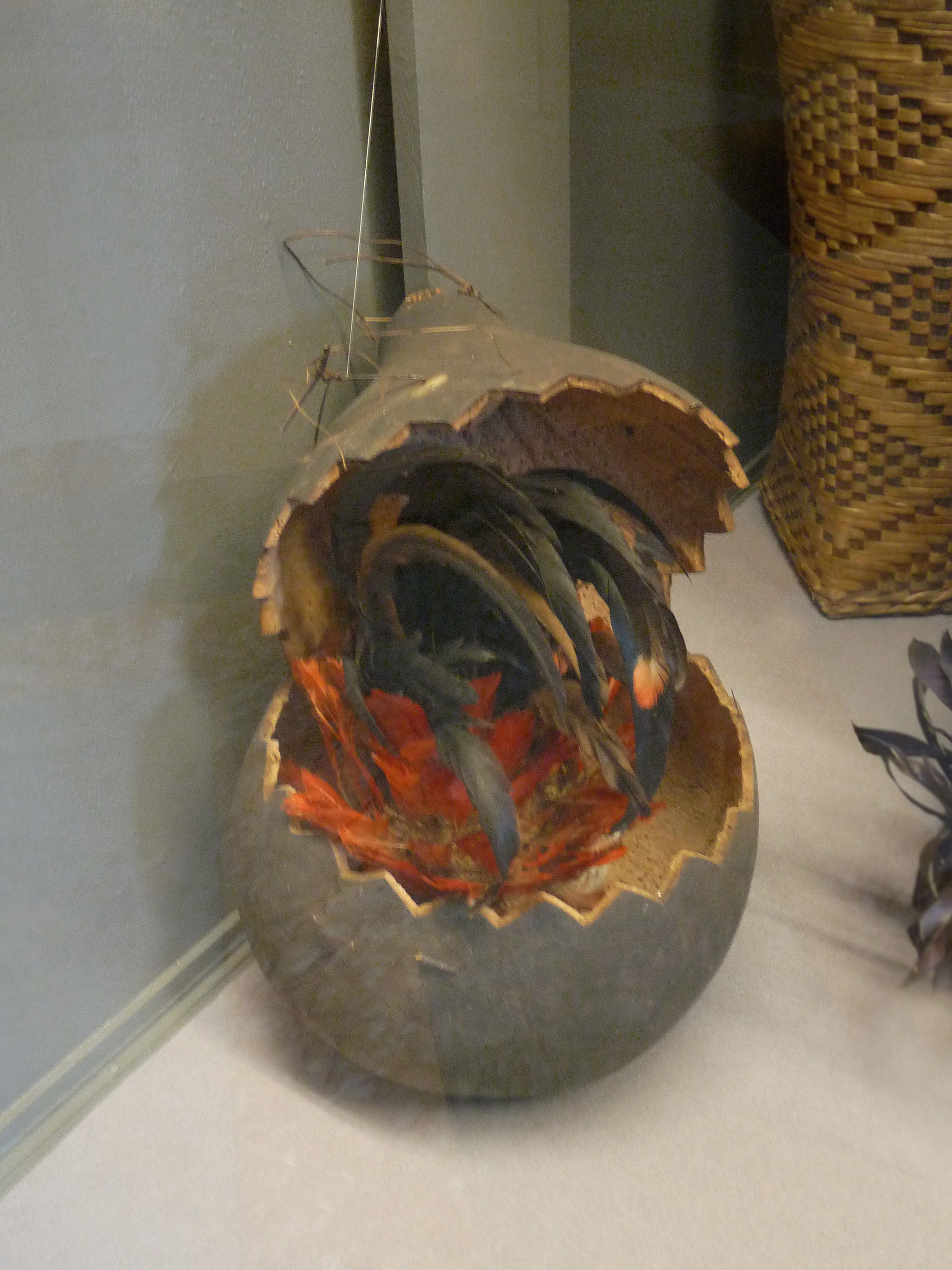
Coiffure d'apparat Pende
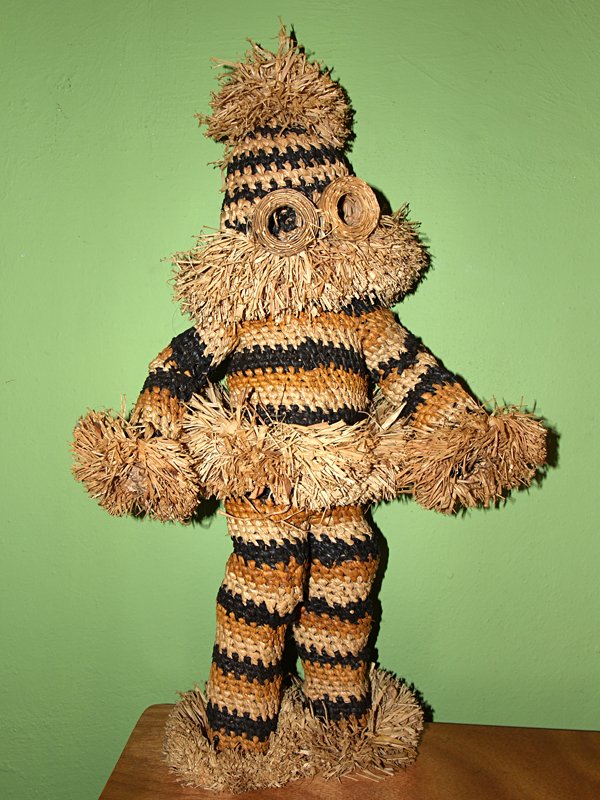
Munganji, l'esprit des ancêtres.
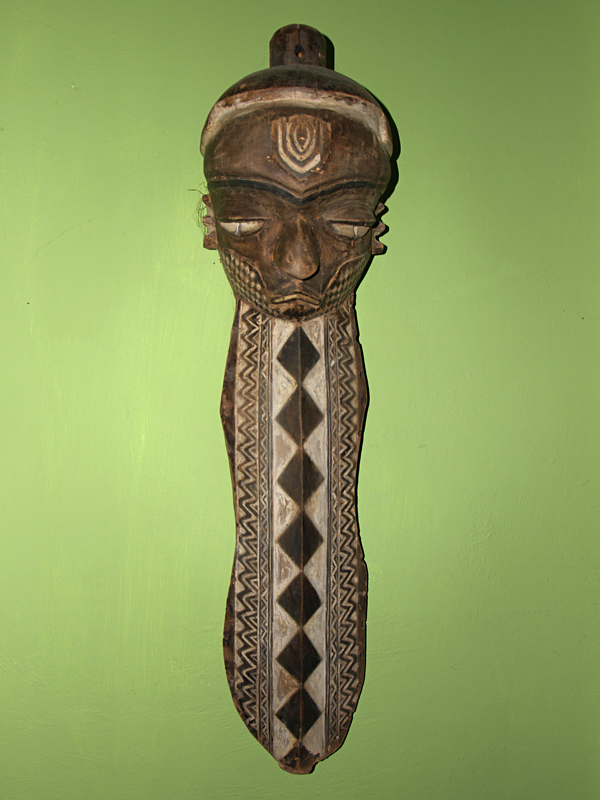
Masque pendé.
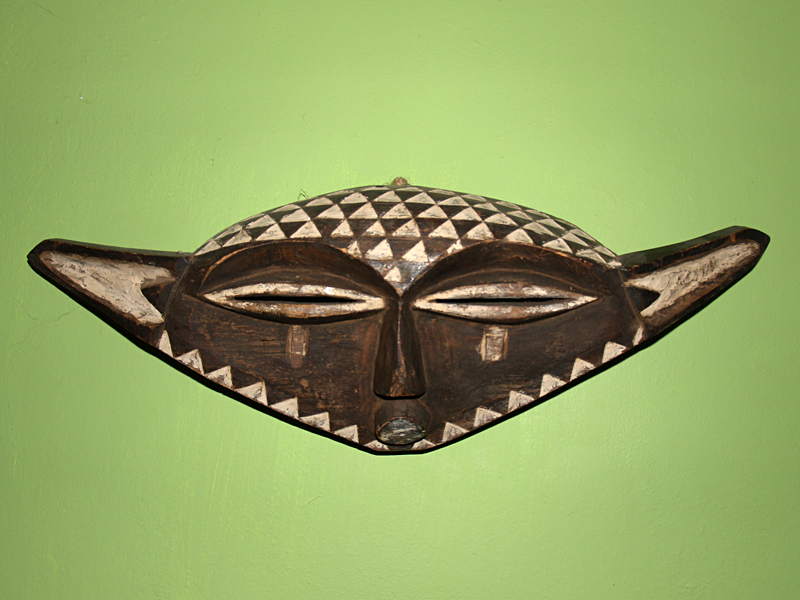
Masque pendé.
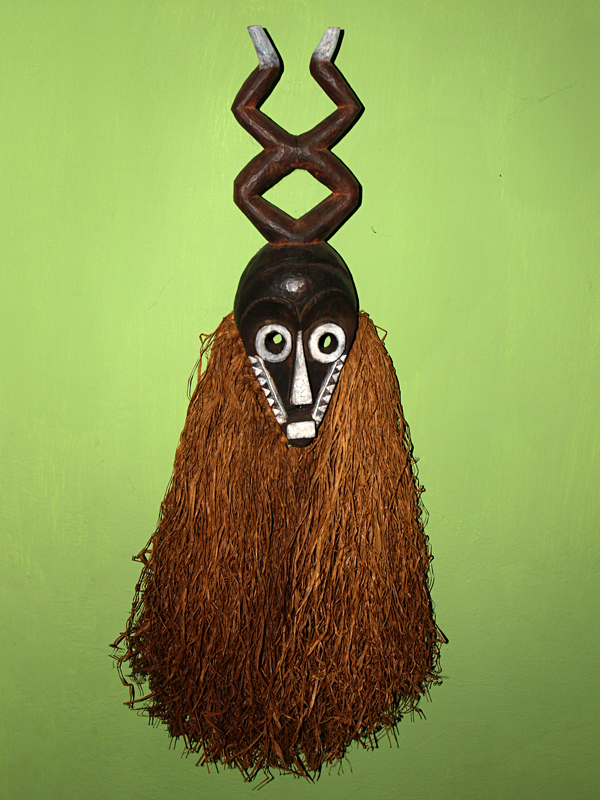
Masque pendé.
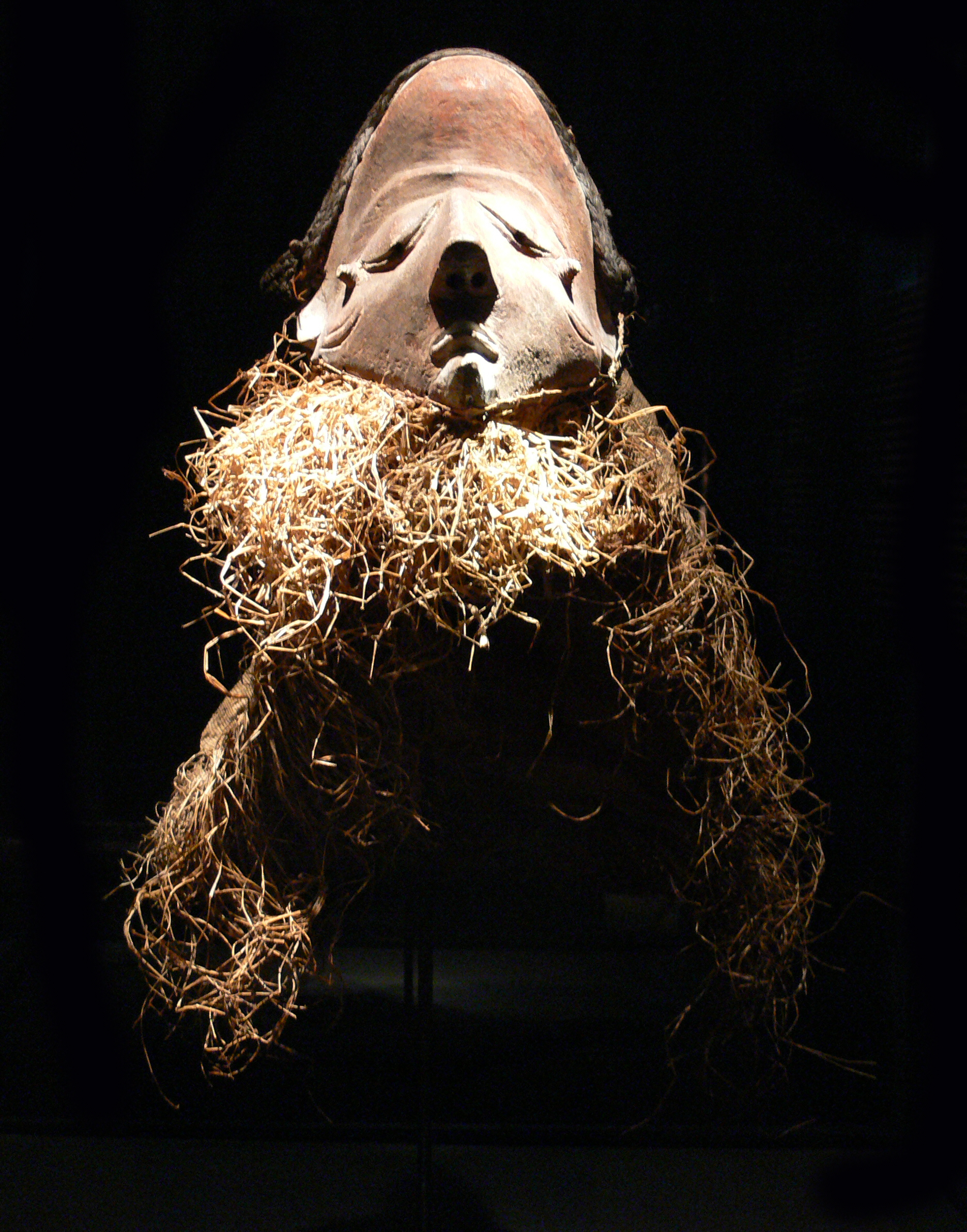
Masque pendé.

La réputation des Pende est également liée à leur travail de l'ivoire, : pendentifs-amulettes et sifflets.

Sifflets en ivoire.
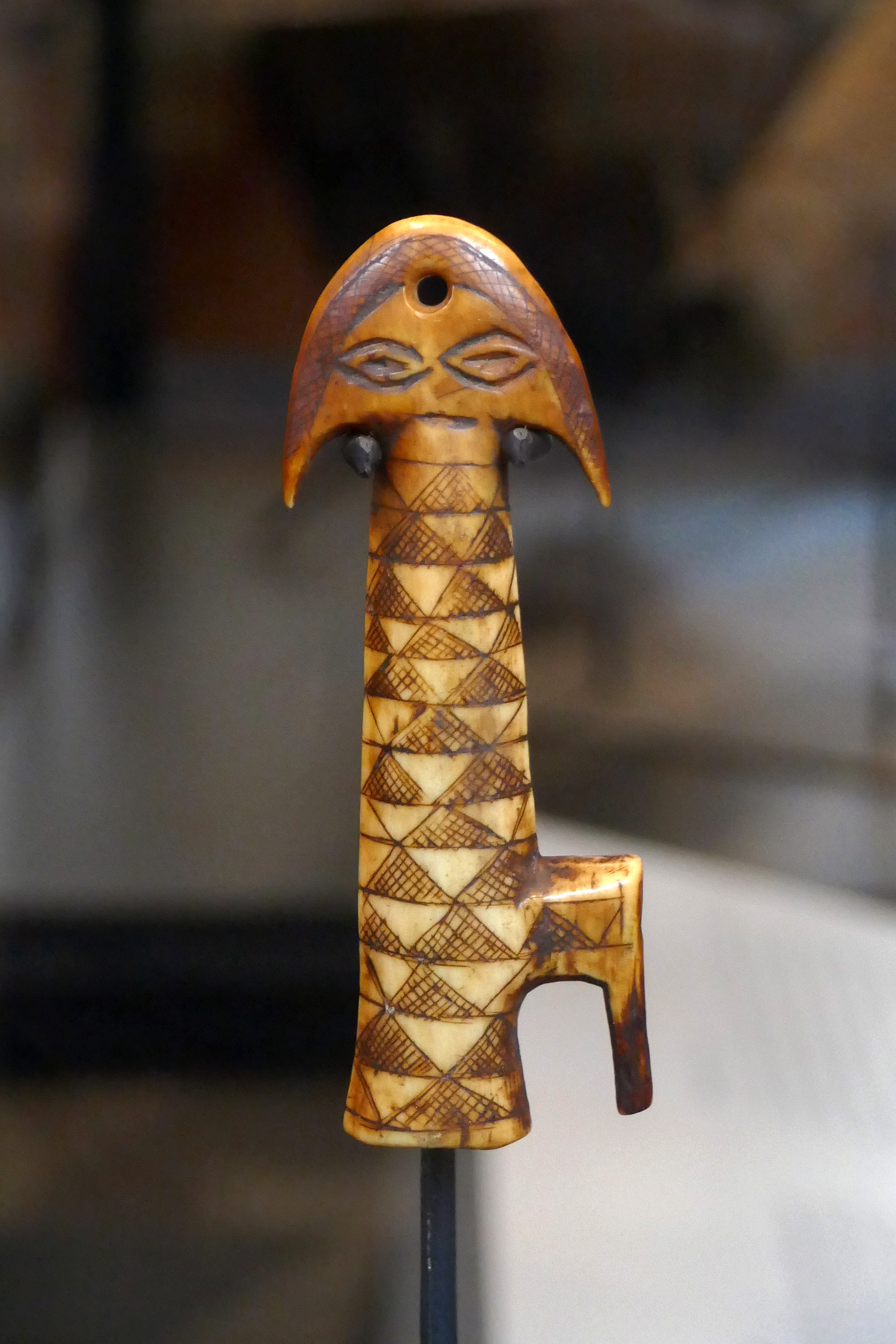
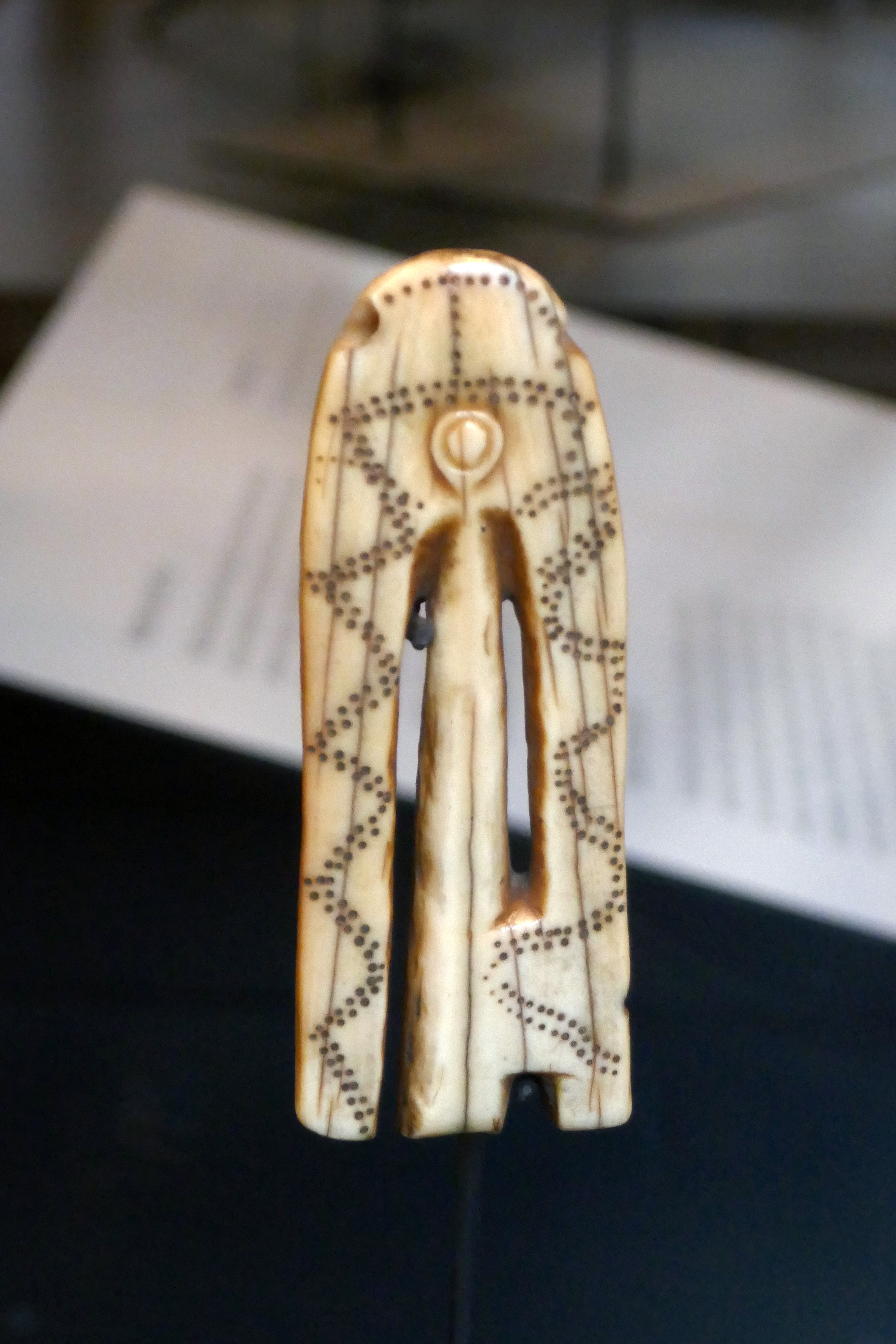
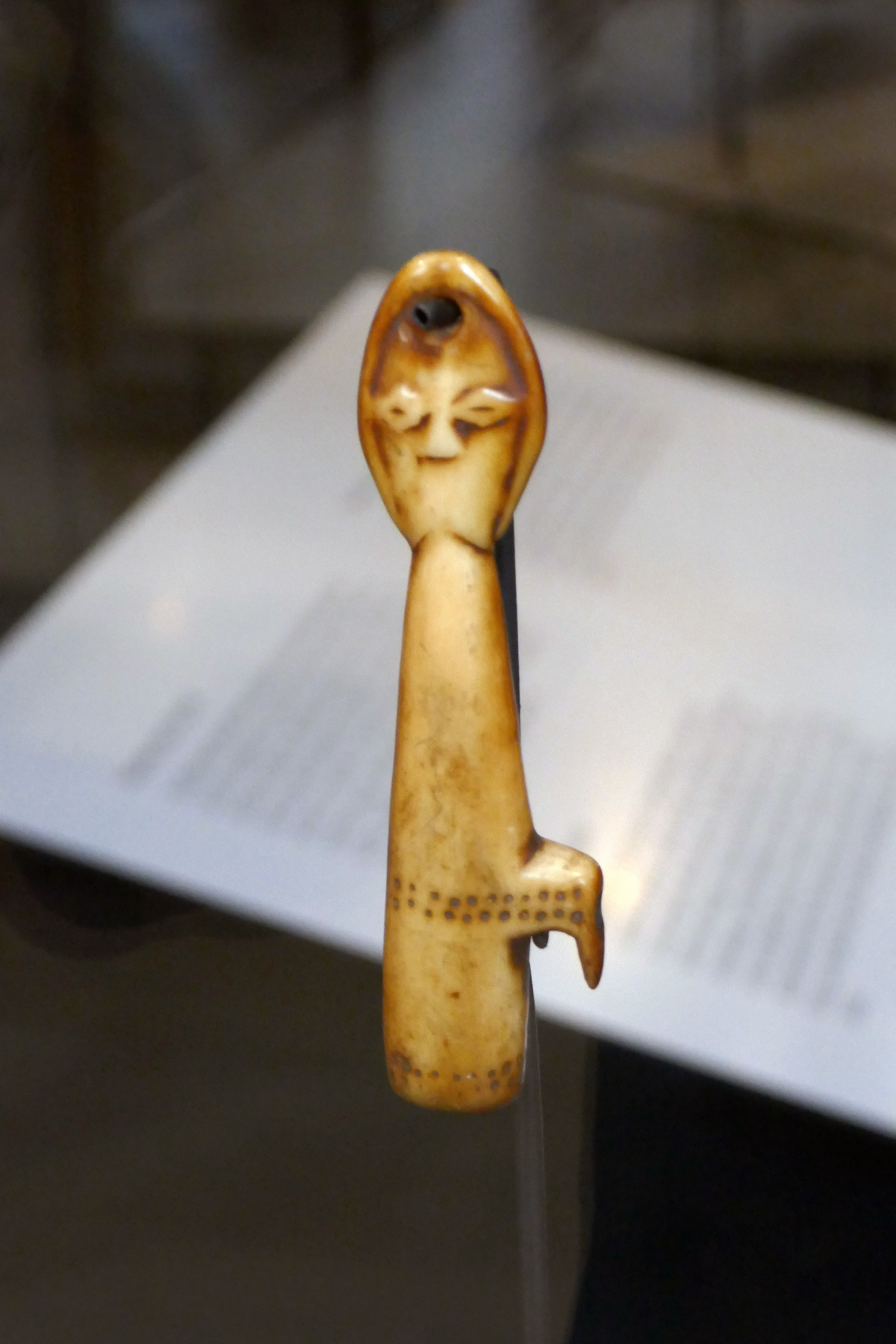

Léon de Sousberghe, jésuite et ethnologue belge, est le plus grand spécialiste de la culture pende. Il a pu observer, répertorier, analyser tant l'art pende que les structures de parenté et les structures de pouvoir du peuple pende.

## Révolte contre la domination belge
Au cours de la révolte et de la répression qui a suivi, environ 1 100 Africains sont morts selon l'estimation de Jules Marchal.